# Federazione di pallamano della Svezia
La Federazione di pallamano della Svezia (sve.: Svenska handbollförbundet) è l'ente che governa la pallamano in Svezia.

È stata fondata nel 1930 ed è affiliata alla International Handball Federation ed alla European Handball Federation.

La federazione assegna ogni anno il titolo di campione di Svezia.

Controlla ed organizza l'attività delle squadre nazionali.

La sede amministrativa della federazione è a Stoccolma.

## Squadre nazionali
La federazione controlla e gestisce tutte le attività delle squadre nazionali svedesi.
- Nazionale di pallamano maschile della Svezia
- Nazionale di pallamano femminile della Svezia

## Competizioni per club
La federazione annualmente organizza e gestisce le principali competizioni per club del paese.
- Campionato svedese di pallamano maschile
- Campionato svedese di pallamano Femminile